# 18965 Lazenby
18965 Lazenby è un asteroide della fascia principale. Scoperto nel 2000, presenta un'orbita caratterizzata da un semiasse maggiore pari a 2,2747920 UA e da un'eccentricità di 0,0543497, inclinata di 2,54953° rispetto all'eclittica.